# Arcidiocesi di Udine

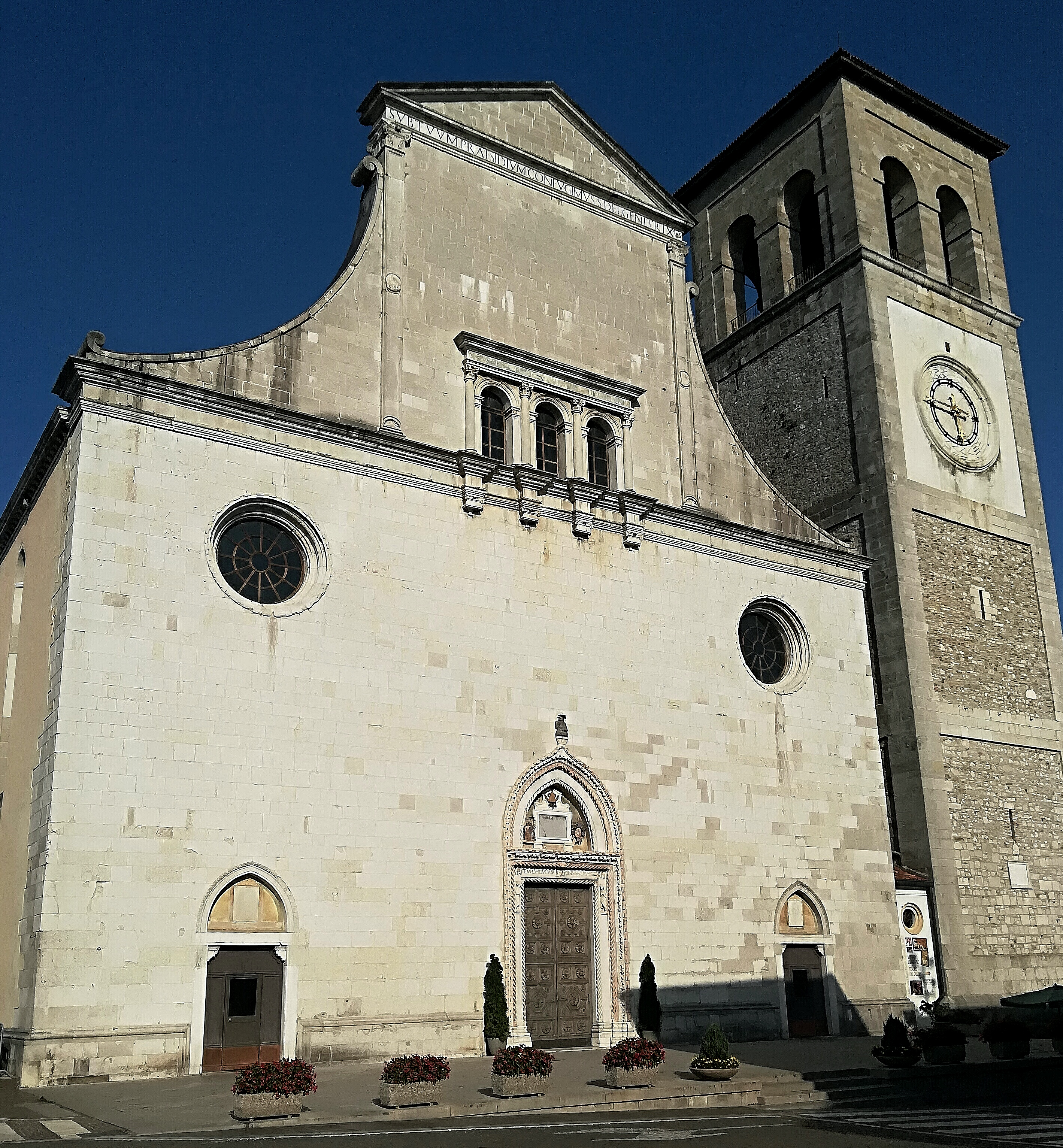
Il duomo di Cividale del Friuli insignito del titolo di basilica minore.

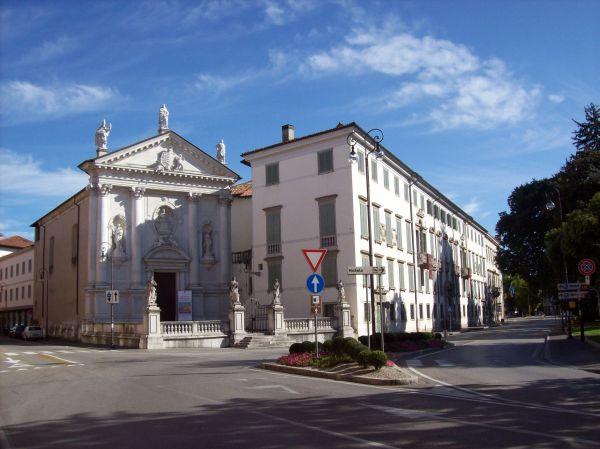
Il palazzo arcivescovile di Udine e la chiesa di Sant'Antonio.

L'arcidiocesi di Udine (in latino Archidioecesis Utinensis) è una sede metropolitana senza suffraganee della Chiesa cattolica in Italia appartenente alla regione ecclesiastica Triveneto. Nel 2022 contava 472.500 battezzati su 487.800 abitanti. È retta dall'arcivescovo Riccardo Lamba.

## Territorio
L'arcidiocesi comprende l'ex provincia di Udine, eccetto 11 comuni della Bassa friulana orientale appartenenti all'arcidiocesi di Gorizia e storicamente appartenuti alla contea e provincia di Gorizia; e la frazione Pozzis di Verzegnis, facente parte della diocesi di Concordia-Pordenone.
Sede arcivescovile è la città di Udine, dove si trova la cattedrale di Santa Maria Annunziata. Nel territorio sorgono anche due basiliche minori: il santuario della Beata Vergine delle Grazie a Udine, e il duomo di Santa Maria Assunta a Cividale del Friuli. Il cosiddetto Tempietto longobardo, o oratorio di Santa Maria in Valle, a Cividale del Friuli, è iscritto alla lista dei patrimoni dell'umanità dell'UNESCO dal giugno 2011.
Il territorio si estende su 4.726 km² ed è suddiviso in 374 parrocchie, raggruppate dal 2018 in 8 foranie, a loro volta articolate in 54 collaborazioni pastorali.

## Storia
L'arcidiocesi fu eretta il 6 luglio 1751 con la bolla Iniuncta nobis di papa Benedetto XIV, con la quale il pontefice ratificava un accordo tra i governi austriaco e veneziano, che prevedeva la soppressione del patriarcato di Aquileia e la sua divisione in due nuove circoscrizioni ecclesiastiche: l'arcidiocesi di Udine, cui fu assegnata la giurisdizione sulle terre sotto il dominio della Serenissima; e l'arcidiocesi di Gorizia, cui toccarono le terre sotto il dominio asburgico.
Con la bolla Iniuncta nobis perciò il papa soppresse il patriarcato e contestualmente eresse l'arcidiocesi di Udine. Questa decisione fu confermata dallo stesso papa con la bolla Suprema dispositione del 19 gennaio 1753, con la quale il pontefice definì tutte le questioni accessorie, tra cui le diocesi suffraganee della nuova sede metropolitana, ossia tutte quelle dell'antico patriarcato in territorio veneziano: Padova, Vicenza, Verona, Treviso, Ceneda, Belluno, Feltre, Concordia, Capodistria, Emonia, Parenzo e Pola.
Fu nominato primo arcivescovo il patriarca di Aquileia Daniele Dolfin, che mantenne anche il titolo di patriarca fino alla morte.
Il 1º maggio 1818, in forza della bolla De salute Dominici gregis di papa Pio VII, Udine divenne semplice vescovato, soggetto alla sede metropolitana di Venezia. Nello stesso anno avvennero importanti modifiche territoriali: venne ceduto alla diocesi di Gorizia e Gradisca il territorio degli attuali decanati di Monfalcone e di Ronchi; alla diocesi di Concordia furono assegnate sette parrocchie (Castello d'Aviano, Erto, Cimolais, Claut, Corbolone, Sesto e Torrate, e anche la zona di Saletto-Bando, priva di una propria autonomia e inclusa nella giurisdizione di Morsano), e alla diocesi di Ceneda altre otto parrocchie (San Polo di Piave, Rugolo, Sarmede, Godega, Orsago, Pinidello, Caneva, Stevenà). Nel contempo ricevette da Venezia la zona di Latisana, e da Concordia altre quattro parrocchie (Rivis, Turrida, Grions e Redenzicco).
Il 30 aprile 1846 le parrocchie cadorine dei distretti di Pieve e di Auronzo furono staccate dalla diocesi di Udine ed aggregate alla diocesi di Belluno con la bolla Universalis Ecclesiae regimen di papa Gregorio XVI.
Papa Pio IX, anche per le sollecitazioni del cardinale Fabio Maria Asquini, con la bolla Ex catholicae unitatis del 14 marzo 1847 elevò nuovamente la diocesi al rango sede metropolitana senza suffraganee.
Il 20 febbraio 1932 in seguito alla bolla Quo Christi fideles di papa Pio XI incorporò il decanato di Tarvisio, fino allora appartenente alla diocesi di Gurk, e la parrocchia di Fusine in Valromana, fino allora appartenente alla diocesi di Lubiana.
Dal 10 al 17 settembre 1972 Udine ospitò il XVIII Congresso eucaristico nazionale italiano, a cui intervenne come legato pontificio il cardinale Antonio Poma.
In ricordo dell'antico patriarcato, l'arcivescovo di Udine ha il privilegio di indossare l'abito corale, lo zucchetto, la fascia e la filettatura della talare di un colore rosso abbrunato rispetto alla porpora cardinalizia (anche in seta moiré), detto "rosso patriarchino". Lo stemma degli arcivescovi di Udine prevede il galero verde, foderato in rosso patriarchino.
All'arcivescovo spetta il titolo onorifico di abate di Rosazzo.

## Cronotassi dei vescovi
Si omettono i periodi di sede vacante non superiori ai 2 anni o non storicamente accertati.
- Daniele Dolfin † (6 luglio 1751 - 13 marzo 1762 deceduto)
- Bartolomeo Gradenigo † (13 marzo 1762 succeduto - 2 novembre 1765 deceduto)
- Giovanni Girolamo Gradenigo, C.R. † (27 gennaio 1766 - 30 giugno 1786 deceduto)
- Nicolò Angelo Sagredo † (10 marzo 1788 - 18 giugno 1792 nominato arcivescovo, titolo personale, di Torcello)
- Pietro Antonio Zorzi, C.R.S. † (24 settembre 1792 - 17 dicembre 1803 deceduto)
  - Sede vacante (1803-1807)[7]
- Baldassarre Francesco Rasponi † (18 settembre 1807 - 14 febbraio 1814 deceduto)
  - Sede vacante (1814-1819)
  - Gualferio Ridolfi † (settembre 1818 - settembre 1818 deceduto) (vescovo eletto)
- Emmanuele Lodi, O.P. † (23 agosto 1819 - 8 febbraio 1845 deceduto)
- Zaccaria Bricito † (21 dicembre 1846 - 6 febbraio 1851 deceduto)
- Giuseppe Luigi Trevisanato † (27 settembre 1852 - 7 aprile 1862 nominato patriarca di Venezia)
- Andrea Casasola † (28 settembre 1863 - 12 agosto 1884 deceduto)
- Giovanni Maria Berengo † (10 novembre 1884 - 7 marzo 1896 deceduto)
- Pietro Zamburlini † (22 giugno 1896 - 1º dicembre 1909 deceduto)
- Antonio Anastasio Rossi † (8 gennaio 1910 - 19 dicembre 1927 nominato prelato di Pompei[8])
- Giuseppe Nogara † (27 gennaio 1928 - 9 dicembre 1955 deceduto)
- Giuseppe Zaffonato † (31 gennaio 1956 - 29 settembre 1972 dimesso)
- Alfredo Battisti † (13 dicembre 1972 - 28 ottobre 2000 ritirato)
- Pietro Brollo † (28 ottobre 2000 - 20 agosto 2009 ritirato)
- Andrea Bruno Mazzocato (20 agosto 2009 - 23 febbraio 2024 ritirato)
- Riccardo Lamba, dal 23 febbraio 2024

## Statistiche
L'arcidiocesi nel 2022 su una popolazione di 487.800 persone contava 472.500 battezzati, corrispondenti al 96,9% del totale.
| anno | popolazione | popolazione | popolazione | presbiteri | presbiteri | presbiteri | presbiteri                | diaconi | religiosi | religiosi | parrocchie |
| anno | battezzati  | totale      | %           | numero     | secolari   | regolari   | battezzati per presbitero | diaconi | uomini    | donne     | parrocchie |
| ---- | ----------- | ----------- | ----------- | ---------- | ---------- | ---------- | ------------------------- | ------- | --------- | --------- | ---------- |
| 1950 | 534.750     | 535.000     | 100,0       | 901        | 819        | 82         | 593                       |         | 215       | 1.245     | 488        |
| 1969 | 497.600     | 497.812     | 100,0       | 834        | 739        | 95         | 596                       |         | 125       | 1.363     | 406        |
| 1980 | 501.357     | 508.470     | 98,6        | 714        | 602        | 112        | 702                       | 1       | 153       | 1.015     | 487        |
| 1990 | 480.550     | 495.550     | 97,0        | 573        | 518        | 55         | 838                       | 10      | 83        | 891       | 373        |
| 1999 | 478.500     | 488.000     | 98,1        | 507        | 412        | 95         | 943                       | 14      | 121       | 787       | 373        |
| 2000 | 477.900     | 488.000     | 97,9        | 495        | 405        | 90         | 965                       | 15      | 116       | 777       | 373        |
| 2001 | 478.000     | 488.000     | 98,0        | 491        | 396        | 95         | 973                       | 14      | 120       | 767       | 373        |
| 2002 | 478.000     | 488.000     | 98,0        | 479        | 384        | 95         | 997                       | 14      | 120       | 757       | 373        |
| 2003 | 478.000     | 488.500     | 97,9        | 457        | 367        | 90         | 1.045                     | 16      | 115       | 757       | 373        |
| 2004 | 478.000     | 488.500     | 97,9        | 438        | 348        | 90         | 1.091                     | 16      | 115       | 757       | 373        |
| 2010 | 484.898     | 505.018     | 96,0        | 398        | 316        | 82         | 1.218                     | 21      | 99        | 506       | 374        |
| 2014 | 494.000     | 514.000     | 96,1        | 344        | 271        | 73         | 1.436                     | 28      | 87        | 511       | 379        |
| 2017 | 483.900     | 500.700     | 96,6        | 326        | 257        | 69         | 1.484                     | 29      | 83        | 465       | 374        |
| 2020 | 485.000     | 501.763     | 96,7        | 304        | 245        | 59         | 1.595                     | 29      | 71        | 433       | 374        |
| 2022 | 472.500     | 487.800     | 96,9        | 285        | 226        | 59         | 1.657                     | 19      | 68        | 412       | 374        |